# Matsudaira Sadanobu
Matsudaira Sadanobu (松平 定信, 15 de janeiro de 1759 – 14 de junho de 1829) foi um daimyo japonês de meados do período Edo, famoso por suas reformas financeiras que salvaram o Domínio de Shirakawa e reformas que ele empreendeu durante seu mandato como rōjū shuza (老中首座; conselheiro chefe) do xogunato Tokugawa, de 1787 a 1793.

## Juventude
Sadanobu nasceu no Castelo de Edo em 15 de janeiro de 1759, no ramo Tayasu da casa Tokugawa. Os Tayasu eram um dos gosankyō, o ramo com maior hierarquia entre os ramos de cadete menores da família do xogum, que ainda tinha o nome Tokugawa (ao invés dos ramos cadetes que tinham o sobrenome Matsudaira).
Seu pai era Tayasu Munetake, o filho do oitavo xogum reformista Tokugawa Yoshimune. A casa Tayasu permaneceu a parte de outros ramos cadets residents no Castelo de Edo, vivendo um estilo de vida mais austere, seguindo o exemplo dado por Yoshimune – nas palavras de Munetake, o louvor do espírito varonil (masuraoburi) em oposição ao espírito feminino (taoyameburi). Ele também se deixou a parte de outros ramos devido a sua história de ambição política frustrada – o fundador, Munetake, esperava se tornar o herdeiro de seu pai mas ele foi preterido pelo filho mais velho de Yoshimune, Ieshige. Como resultado, Sadanobu foi criado dede muito novo com a esperança de ser colocado como próximo herdeiro xogunal. Sua educação foi completa, aprendendo as linhas confucianas, e na adolescência Sadanobu já havia lido e memorizado a maior parte do Canon confuciano. Quando ele amadureceu, houve um ônus maior pelo sucesso de Sadanobu visto que alguns membros da casa Tayasu começaram a morrer jovens. Mais tentativas foram feitas pela família para colocar Sadanobu como próximo herdeiro xogunal, mas elas foram frustradas pela camarilha política de Tanuma Okitsugu, que estava no poder como rōjū chefe.

## Carreira
Após a última tentativa fracassada de adoção pelo xogum, Sadanobu foi adotado por Matsudaira Sadakuni, líder das casas Hisamatsu-Matsudaira (outro ramo cadete dos Tokugawa) que controlava o domínio de Shirakawa no sul da província de Mutsu (com um valor de 110 000 koku), conseguindo a liderança no final de 1783, após a morte de uma doença prolongada de seu padrasto. Ele imediatamente encarou a posição economicamente desastrosa de seu domínio: de 110 000 koku que ele supostamente era capaz de produzir, 108,600 foram relatados como "perdidos". Sadanobu trabalhou incessantemente para consertar a situação econômica em Shirakawa, finalmente salvando-a e trazendo suas finanças e agricultura de volta à estabilidade. Essas reformas, em conjunto com as contínuas manobras políticas de Sadanobu, trouxeram-lhe fama, e ele foi nomeado conselheiro chefe do xogunato n overão de 1787, e regente do 11º xogum Tokugawa Ienari no começo do ano seguinte.
Este período do fortalecimento de Sadanobu do já vacilante regime Tokugawa é conhecido como Reformas Kansei. Suas políticas poderia ser consideradas como uma resposta reacionária aos excessos de seus predecessor sob o Xogum Ieharu. Ele recuperou as finanças do Xogunato em alguma medida e teve algum sucesso em rescuperar sua reputação. No entanto, após o Incidente Title e a visita de Adam Laxman, a credibilidade e popularidade de Sadanobu na burocracia Tokugawa ficou sobrecarregada e fiel à sugestão em sua autobiografia que  "deve-se retirar antes de surgir o descontentamento", ele se demitiu.

## Habilidade literária
Além de suas reformas políticas, Sadanobu também era conhecido como escrito e moralista, trabalhando sob o pseudônimo Rakuō (楽翁). Alguns de seus textos famosos incluem Uge no Hitokoto, Tōzen Manpitsu, Kanko-dōri, Kagetsutei Nikki, Seigo, e Ōmu no Kotobaentre outros. Algum tempo após sua morte, foi descoberto que ele havia escrito um texto satírico parodiando a vida do daimyo, intitulado Daimyō Katagi. Estudiosos foram pegos de surpresa pela descoberta, visto que o texto cai na categoria de gesaku, ao qual Sadanobu se opunha oficialmente.

## Anos posteriores
Embora Sadanobu tenha se demitido de seu cargo, ele continuou a acompanhar os assuntos políticos, especialmente mantendo contato com Matsudaira Nobuaki (seus sucessor no conselho) assim como o reitor do colégio do Xogunato, Hayashi Jussai, quem ele nomeou pessoalmente para o cargo. Durante esses últimos anos de seu governo em Shirakawa, ele também se envolveu em assuntos de defesa nacional, assumindo funções de segurança na península de Bōsō em 1810 junto com Matsudaira Katahiro de Aizu. Em assuntos do domínio, Sadanobu continuou a se devotar às reformas que ele iniciou, bem como com a educação. Ele se aposentou da liderança da família em 1819, sendo sucedido pelo seu filho Sadanaga. Sadanobu morreu em 1829, e de acordo com seu testamento, seu filho peticionou à família Yoshida em Quioto para conceder-lhe o título de Shukoku-daimyōjin. Ele foi concedido em três fases, em 1833, 1834 e 1855. Sadanobu foi consagrado junto de Sadatsuna, fundando de Hisamatsu, Sugawara no Michizane, e duas outras pessoas, no santuário Chinkoku-Shukoku. Este santuários possui filiais em Kuwana, onde Sadanaga foi transferido, e no antigo feudo de Sadanobu, Shirakawa, onde o santuário foi construído em 1918.
Um dos filhos de Sadanaga, Itakura Katsukiyo, tornou-se quase tão famoso quanto seu avô no final do período Edo, devido a suas tentativas de reforma do xogunato.